# 基督路小教會
基督路小教會（英語：The Narrow Church）是香港基督教新教的獨立教會。為譚得志先生及回歸基督精神同盟成員於2011年成立。

## 歷史

### 回歸基督精神同盟
起源自一班神學生就讀香港中文大學崇基學院神學院期間，結識了一班關心社會及支持香港民主的教友，與林子健等人一起成立了「回歸基督精神同盟」組織，以解放神學及自由主義神學的立場抗議香港主流教會向當權者靠攏，缺乏對受欺壓的弱勢社群的憐憫，並參與了各種抗爭和宗教活動。與此同時，他們亦投身網上電台。2009年4月起於民間電台主持節目「得罪人多稱呼人「小」」。
2010年6月民主黨投票支持通過2012政改方案，同年10月，民主黨主席何俊仁宣佈參加2012年香港特別行政區行政長官選舉。
最後譚得志、鄭詩陶先生、張大衛牧師等人以回歸基督精神同盟的班底，於2011年10月1日成立基督路小教會。取名「路小」，源於聖經中主耶稣基督所說：「你們要進窄門。因為引到滅亡，那門是寬的，路是大的，進去的人也多；引到永生，那門是窄的，路是小的，找著的人也少。」（馬太福音7：13－14 ）。此外，2015年1月梁君培牧師加入路小教會並擔任幹事職務。
2011年12月，路小教會班底落戶網台香港人網，主持節目天外有天。後改為謎米，最終在2016年3月停止。。